# طاعون ديربي 1665

## طاعون ديربي
عام 1665 خلال فترة طاعون لندن العظيم تعرضت منطقة دربي (إنجلترا) في إنجلترا ل طاعون دملي، نتج عنه سقوط الكثير من الوفيات.
بعض المناطق في ديربي تحمل أسماء  الضحايا عام 1665 ومثال ذلك Blagreaves Lane.وهي اختصار ل Black Graves Lane وقد تم الأدعاء من قبل بعض المؤرخين [بحاجة لمصدر]أن الجثث كانت مدفونة واقفة في كنيسة القديس بطرس، ديربي، ولكن هذه الأسطورة تم رفضها من قبل الخبراء.[بحاجة لمصدر]
كانت التجارة في حجر السوق على طريق أشبورن الذي يؤدي إلى وسط المدينة .[بحاجة لمصدر]خلال الوباء، توقفت التجارة تقريبا وواجه السكان مجاعة محتملة، فضلا عن الموت القاسي بسبب العدوى بالطاعون.
اتخذت احجار السوق أشكالا عديدة ، هنا نرى الحجر الموضوع عند بوابة الراهب (كان يسمى سابقا بالراهبات الخضراء ) على الطريق الشمالي في ديربي (إنجلترا). كان هذا الصليب المقطوع الراس منالقرون الوسطى ، ويسمى أيضا «حجر الخل» لأن ،المال كان يوضع في حوض من الخل في الجزء العلوي من الحجر بسب الاعتقاد بأن الخل سيطهر القطع النقدية ويمنع انتشار الطاعون .][بحاجة لمصدر]

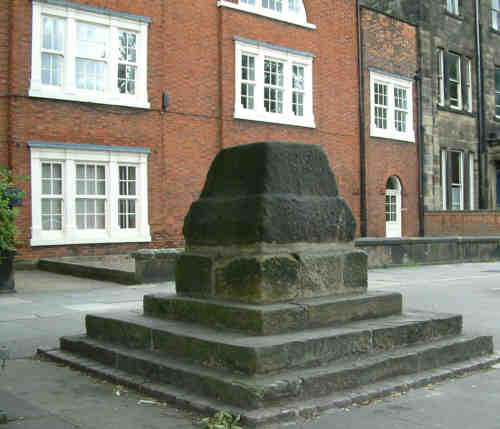
الصليب الذي بلا رأس، المعروف أيضا باسم "حجر الخل" أو "حجر الطاعون" عند بوابة الراهب، ديربي، إنجلترا.

يركزمتحف ايام في منطقة بيك بشكل خاص على الطاعون كما حدث في قرية أيام .